# Артур III (герцог Бретани)
Артур де Ришмон, герцог Бретани Артур III (фр. Arthur de Richemont, Arthur III de Bretagne; 24 августа 1393, замок Сусиньо — 26 декабря 1458, Нант) — коннетабль Франции с 1425 года, герцог Бретани, граф де Монфор-л’Амори с 1457 года, пэр Франции, видный французский государственный деятель и полководец эпохи Столетней войны.

## Биография

Герб коннетабля Ришмона до того как он стал герцогом Бретонским

Артур де Ришмон был вторым сыном герцога бретонского Жана V (IV) и Жанны Наваррской.
В борьбе бургиньонов и арманьяков Ришмон поддерживал арманьяков и был противником англичан. В 1415 году Ришмон принял участие в битве при Азенкуре, закончившейся разгромом французской армии. Сам Ришмон был тяжело ранен, англичане нашли его на поле боя полуживого, под грудой мёртвых тел.
Он оставался в английском плену до 1420 года, плен был весьма лёгкий, так как его мать, вышедшая после смерти герцога бретонского замуж за короля Англии Генриха IV и вновь успевшая овдоветь, жила в Лондоне, и Артура поселили у неё. Ришмон в конце концов смог восстановить здоровье, хотя его лицо так и осталось изуродованным шрамами.
В 1420 году он был отпущен англичанами после обещания встать на их сторону и поддержать договор в Труа. Его связь с англо-бургундской коалицией только усилилась после брака с Маргаритой Бургундской, дочерью бургундского герцога Жана Бесстрашного.
Вскоре однако Ришмон рассорился с англичанами и перешёл на сторону дофина Карла. В 1425 году он был назначен коннетаблем Франции, однако вскоре из-за интриг при дворе дофина, главным образом благодаря ненавидевшему Ришмона Жоржу де Ла Тремую, советнику короля, он был вынужден покинуть двор.
В 1429 году Ришмон и его отряд соединились с армией Жанны д’Арк накануне битвы при Пате. Ришмон принял участие в этом сражении, закончившимся блестящей победой французов. Жанна прилагала усилия к примирению Ришмона с королём и добилась определённого результата, однако на коронацию Карла в Реймсе Ришмона так и не пригласили.
В 1432 году персональный враг коннетабля де Ла Тремуй был отправлен в ссылку, в качестве мести он предпринял попытку отравить Ришмона, но она провалилась.
Вновь вошедший в фавор Ришмон возглавил королевскую армию и начал предпринимать энергичные меры по изгнанию англичан из страны. В 1436 году он с армией вошёл в Париж.
Через 10 лет он принял активное участие в освобождении Нормандии. Вместе с герцогом де Клермоном, Ришмон командовал французской армией, одержавшей над англичанами блестящую победу при Форминьи в 1450 году.
Ришмон был инициатором военной реформы, которая позволила преобразовать плохо организованное войско французских рыцарей в регулярную и профессиональную армию.

герб Артура де Ришмона, герцога Бретонского

В 1457 году Артур де Ришмон стал герцогом Бретани после смерти своего племянника Пьера II.
Он оказывал большое почтение Бретани. Он заявил: «В качестве коннетабля я нахожусь под командованием короля, но герцогство никогда не являлось частью королевства. В качестве герцога я не откажусь от слов в моей клятве, и буду защищать и поддерживать прерогативы моей страны».
Через год, в декабре 1458 года он умер в Нанте и был похоронен в городском соборе. Новым герцогом стал племянник Артура Франциск II.

## Семья
Артур III был женат трижды:
- 10 октября 1423 года в Дижоне на Маргарите Бургундской, дочери герцога Бургундского Жана Бесстрашного.
- 29 августа 1442 года в Нераке на Жанне II д’Альбре (1425—1444), графине де Дрё, дочери Карла II д’Альбре и Анны д’Арманьяк
- 2 июля 1446 года на Екатерине (ум. 1492), дочери Пьера I де Люксембург-Сен-Поль, графа де Сен-Поль и де Бриенн

Все браки оказались бездетными.

## Память
Артур III стал персонажем новеллы Александра Дюма-отца «Правая рука кавалера де Жиака» (1836).